# 定朔
定朔（ていさく）とは、太陰太陽暦における月の始めの日（1日・朔日・ついたち）を決めるための計算方法の一つ。平朔と対峙する。太陽の視黄経と月の視黄経が一致する日を1日とする。すなわち、太陽の運行と月の運行の不均等性を考慮し、本当に朔を含む日を1日としようとする方法である。
定朔法の暦への導入は、劉宋の何承天、北斉の劉孝孫、隋の劉焯などが建議を行ったが採用されず、唐の戊寅元暦にいたってはじめて採用された。